# كهف هزار مرد

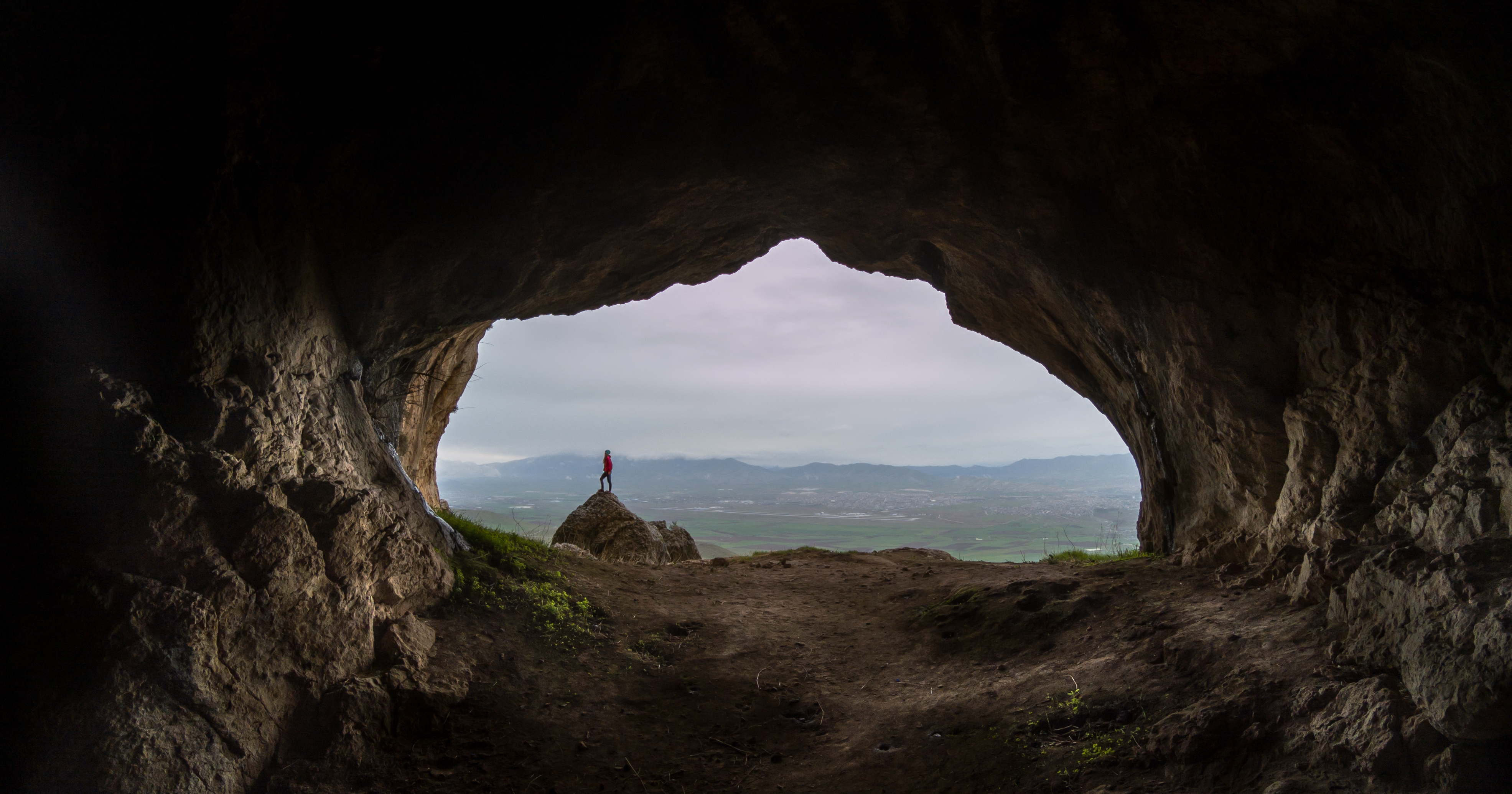
صورة من داخل كهف هزار مرد

كهف هزار مرد ويعرف أيضاً بالكهف المظلم هو كهف قديم يقع في محافظة السليمانية ويبعد 13 كيلومتراً شرق مدينة السليمانية، عثر فيه على عدة آثار تعود للإنسان القديم منها آلات وأدوات قديمة تعود لخمسين ألف سنة، وقد أكتشفت دراسة بريطانية من قبل الباحثة دوروثي غارود في سنة 1928 أن تاريخه يعود ل30 سنة ألف [مبهم] إلى العصر الحجري. معنى (هزار مرد) هو (ألف رجل).